# ユーリ・ソコロフ
ユーリ・ソコロフ（ Yuri Sokolov 1961年2月23日-1990年3月14日) はソ連レニングラード（のちのサンクトペテルブルク）出身の柔道家。現役時代は65kg級の選手。身長172cm。

## 人物
1985年の世界選手権ではオール一本勝ちで優勝を果たした。1987年の世界選手権決勝では、山本洋祐から先に内股で有効を取るも、小外刈で技ありを取り返されて逆転負けで2位に終わった。1988年のソウルオリンピックでは初戦で敗れた。1990年に29歳で死去した。

## 主な戦績
- 1979年 - ヨーロッパジュニア　2位(60kg級)
- 1981年 - ソ連国際　優勝
- 1985年 - ソ連国際　3位
- 1985年 - 世界選手権　優勝
- 1986年 - ヨーロッパ選手権　優勝
- 1986年 - グッドウィルゲームズ　2位
- 1986年 - 嘉納杯　2位
- 1987年 - ソ連国際　2位
- 1987年 - 世界選手権　2位
- 1988年 - チェコ国際　3位